# Venezillo llamasi
Venezillo llamasi är en kräftdjursart som beskrevs av Rioja 1954. Venezillo llamasi ingår i släktet Venezillo och familjen Armadillidae. Inga underarter finns listade i Catalogue of Life.